# Ortopla noduna
Ortopla noduna är en fjärilsart som beskrevs av Swinhoe 1905. Ortopla noduna ingår i släktet Ortopla och familjen nattflyn. Inga underarter finns listade i Catalogue of Life.